# Lycodes mcallisteri
Lycodes mcallisteri is een straalvinnige vissensoort uit de familie van puitalen (Zoarcidae). De wetenschappelijke naam van de soort is voor het eerst geldig gepubliceerd in 2001 door Møller.